# Wiedner Alm
Die Wiedner Alm (auch Wiedneralm, Wiedneralpe und Wiedner Alpe) ist eine Alm in der Marktgemeinde Bad Hofgastein im österreichischen Bundesland Salzburg.

## Lage und Charakteristik
Die Wiedner Alm erstreckt sich an den nordöstlichen Hängen des Guggensteins in der Goldberggruppe. Sie gehört zur Ortschaft Wieden und zur gleichnamigen Katastralgemeinde Wieden. Das Gelände fällt Richtung Norden zum Wiedner Almbach ab.
Eine Almhütte steht auf einer Höhe von 1653 m ü. A. Auf der Alm wird im Sommer nach wie vor Vieh gehalten. Bei einer Erhebung der Vogelarten des Gasteinertals in den 1980er Jahren wurden auf dem Areal die Misteldrossel (Turdus viscivorus) und die Tannenmeise (Parus ater) als Brutvögel sowie der Zeisig (Spinus spinus) als wahrscheinlicher Brutvogel beobachtet.
Über die Wiedner Alm führen die Weitwanderwege Rupertiweg und Salzburger Almenweg. Außerdem endet hier eine Mountainbikestrecke, die im Ortszentrum von Bad Hofgastein beginnt.

## Geschichte
Im von 1823 bis 1830 erstellten Franziszeischen Kataster ist die Alm als Wiedner Alpe mit mehreren Gebäuden verzeichnet. Die Sektion Hofgastein des Deutschen und Österreichischen Alpenvereins legte im Sommer 1923 neue Sommer- und Wintermarkierungen auf dem Weg von der Wiedner Alm zur Leidalm an.